# Memoriał Mariana Rosego
Memoriał Mariana Rosego – turniej żużlowy, mający na celu upamiętnienie polskiego żużlowca Mariana Rosego, który zginął tragicznie w 1970 roku. Zawody organizowane są przez KS Toruń.

## Lista zwycięzców
| Edycja | Rok  | 1. miejsce                            | 2. miejsce                       | 3. miejsce                          | Uwagi  |
| ------ | ---- | ------------------------------------- | -------------------------------- | ----------------------------------- | ------ |
| 1.     | 1974 | Zenon Plech                           | Edward Jancarz                   | Jan Ząbik                           |        |
| 2.     | 1975 | Zygfryd Kostka                        | Janusz Plewiński                 | Jan Chudzikowski                    |        |
| 3.     | 1977 | Zenon Plech                           | Jerzy Kniaź                      | Mieczysław Woźniak                  |        |
| 4.     | 1978 | Zenon Plech                           | Andrzej Huszcza                  | Piotr Pyszny                        | [ 1 ]  |
| 5.     | 1979 | Robert Słaboń                         | Henryk Glücklich                 | Andrzej Huszcza                     | [ 2 ]  |
| 6.     | 1979 | Eugeniusz Miastkowski                 | Jan Ząbik                        | Eugeniusz Błaszak                   | [ 2 ]  |
| 7.     | 1980 | Eugeniusz Błaszak                     | Bernard Jąder                    | Leon Kujawski                       | [ 3 ]  |
| 8.     | 1981 | Zenon Plech                           | Eugeniusz Błaszak                | Jan Ząbik                           |        |
| 9.     | 1982 | Włodzimierz Heliński                  | Wojciech Żabiałowicz             | Wiesław Pawlak                      |        |
| 10.    | 1983 | Wojciech Żabiałowicz                  | Bogusław Nowak                   | Tadeusz Wiśniewski                  |        |
| 11.    | 1984 | Wojciech Żabiałowicz                  | Lillebror Johansson              | Ryszard Czarnecki                   |        |
| 12.    | 1985 | Wojciech Żabiałowicz                  | Toni Lingren                     | Antal Kócsó                         |        |
| 13.    | 1986 | Christer Karlsson                     | Zenon Kasprzak                   | Grzegorz Dzikowski                  |        |
| 14.    | 1987 | Antal Kócsó                           | Roland Dannö                     | Roman Jankowski                     |        |
| 15.    | 1988 | Stanisław Miedziński                  | Zenon Kasprzak                   | Zbigniew Błażejczak                 |        |
| 16.    | 1989 | Wojciech Żabiałowicz                  | Mirosław Kowalik                 | Jacek Krzyżaniak                    |        |
| 17.    | 1990 | Jan Krzystyniak                       | Jacek Gomólski                   | Eugeniusz Skupień                   | [ 4 ]  |
| 18.    | 1991 | Piotr Świst                           | Ryszard Dołomisiewicz            | Piotr Pawlicki                      |        |
| 19.    | 1995 | Jacek Krzyżaniak Krzysztof Kuczwalski | Andrzej Huszcza Rif Saitgariejew | Tomasz Bajerski Grigorij Charczenko | [ 5 ]  |
| 20.    | 1998 | Mirosław Kowalik                      | Robert Kościecha                 | Jacek Krzyżaniak                    | [ 6 ]  |
| 21.    | 2000 | Jarosław Hampel                       | Mariusz Węgrzyk                  | Grzegorz Knapp                      | [ 7 ]  |
| 22.    | 2016 | Chris Holder                          | Martin Vaculík                   | Adrian Miedziński                   | [ 8 ]  |
| 23.    | 2017 | Piotr Protasiewicz                    | Szymon Woźniak                   | Michael Jepsen Jensen               | [ 9 ]  |
| 24.    | 2018 | Paweł Przedpełski                     | Szymon Woźniak                   | Adrian Cyfer                        | [ 10 ] |